# Victor Gnanapragasam
Victor Gnanapragasam OMI (ur. 21 listopada 1940 w Dżafnie, zm. 12 grudnia 2020) – lankijski duchowny katolicki posługujący w Pakistanie, wikariusz apostolski Quetty od 2010 do śmierci w 2020.

## Życiorys
Święcenia kapłańskie przyjął 21 grudnia 1966 w Zgromadzeniu Oblatów Maryi Niepokalanej. Przez 8 lat pracował w ojczyźnie, zaś od 1974 jest związany z Pakistanem. Był m.in. pierwszym radcą delegatury oblatów w Pakistanie (1991-1997) oraz jej przełożonym (1997-2001).
7 grudnia 2001 został mianowany przez papieża Jana Pawła II pierwszym prefektem nowo powstałej prefektury apostolskiej Quetta.
29 kwietnia 2010 papież Benedykt XVI przekształcił prefekturę Quetta w wikariat apostolski i mianował o. Gnanapragasama jego pierwszym wikariuszem, przydzielając mu stolicę tytularną Thimida. Sakry biskupiej udzielił mu 16 lipca tegoż roku abp Adolfo Yllana.
Zmarł 12 grudnia 2020 w wyniku ataku serca.